# Ernest Guiraud
Ernest Guiraud, född den 23 juni 1837 i New Orleans, död den 6 maj 1892 i Paris, var en fransk kompositör.
Guiraud kom vid 15 års ålder till Frankrike, erhöll 1859 Rompriset vid konservatoriet och blev 1876 harmoniprofessor samt 1880 kompositionsprofessor vid konservatoriet i Paris. Förutom åtskilliga orkestersaker komponerade Guiraud flera operor, som utmärker sig för rytmisk rörlighet, scenisk verv och orkestral skicklighet. Mest bekant blev operan Piccolino (1876; uppförd i Stockholm 1882).